# Numero triangolare
In matematica, un numero triangolare è un numero poligonale rappresentabile in forma di triangolo, ossia, preso un insieme con una cardinalità (quantità di elementi) uguale al numero in oggetto, è possibile disporre i suoi elementi su una griglia regolare, in modo da formare un triangolo equilatero o un triangolo isoscele, come nella figura sotto.
| 1 |  | 3         |  | 6                     |  | 10                                    |  | 15                                                        |  | 21                                                                                |
| - |  | --------- |  | --------------------- |  | ------------------------------------- |  | --------------------------------------------------------- |  | --------------------------------------------------------------------------------- |
| * |  | * · * · * |  | * · * · * · * · * · * |  | * · * · * · * · * · * · * · * · * · * |  | * · * · * · * · * · * · * · * · * · * · * · * · * · * · * |  | * · * · * · * · * · * · * · * · * · * · * · * · * · * · * · * · * · * · * · * · * |

## Formula di Gauss
L'{\displaystyle n}-esimo numero triangolare si può ottenere con la formula di Gauss; essa porta il nome del matematico per una mera questione di consuetudine storica, ma secondo i canoni dell'assegnazione prioritaria in uso nella matematica, data la sua semplicità e l'antichità dell'argomento, andrebbe certamente attribuita a terzi:
{\displaystyle T_{n}={\frac {n(n+1)}{2}}.}
Da questa formula segue che nessun numero triangolare per {\displaystyle n} maggiore di 2 è primo. Osservando, poi, che ciascuna riga del triangolo è costituita da un numero di elementi uguale all'indice della riga, e contiene quindi un elemento in più della riga precedente, si verifica facilmente che la formula corrisponde a quella della somma dei primi {\displaystyle n} termini della progressione aritmetica di ragione 1:
{\displaystyle T_{n}=\sum _{k=1}^{n}k=1+2+3+\dotsb +n.}
È possibile ottenere anche una giustificazione geometrica della formula: avvicinando all'{\displaystyle n}-esimo triangolo un triangolo uguale, si ottiene un rettangolo di lati {\displaystyle n} e {\displaystyle n+1}, che è formato da {\displaystyle n(n+1)} punti, il doppio di quelli del triangolo.
| 2     |  | 6                     |  | 12                                            |  | 20                                                                            |  | 30 |  | 42 |
| ----- |  | --------------------- |  | --------------------------------------------- |  | ----------------------------------------------------------------------------- |  | --- |  | --- |
| * · * |  | * · * · * · * · * · * |  | * · * · * · * · * · * · * · * · * · * · * · * |  | * · * · * · * · * · * · * · * · * · * · * · * · * · * · * · * · * · * · * · * |  | * · * · * · * · * · * · * · * · * · * · * · * · * · * · * · * · * · * · * · * · * · * · * · * · * · * · * · * · * · * |  | * · * · * · * · * · * · * · * · * · * · * · * · * · * · * · * · * · * · * · * · * · * · * · * · * · * · * · * · * · * · * · * · * · * · * · * · * · * · * · * · * · * |

L'{\displaystyle n}-esimo numero triangolare corrisponde al numero di possibili coppie non ordinate estratte da un insieme di {\displaystyle n} elementi.

### Dimostrazione
Dimostriamo per induzione su {\displaystyle n.} Occorre verificare che la formula:
{\displaystyle T_{n}={\frac {n(n+1)}{2}}}
sia valida per {\displaystyle n=1}, e per ogni successore di {\displaystyle n}, ossia {\displaystyle n+1.} Il primo caso, per {\displaystyle n=1}, si verifica facilmente:
{\displaystyle T_{1}={\frac {1(1+1)}{2}}={\frac {2}{2}}=1.}
Per gli {\displaystyle n} successori occorre dimostrare che:
{\displaystyle T_{n+1}={\frac {(n+1)(n+2)}{2}}.}
Infatti
{\displaystyle T_{n+1}=T_{n}+(n+1)={\frac {n(n+1)}{2}}+(n+1)={\frac {n(n+1)+2(n+1)}{2}}={\frac {(n+1)(n+2)}{2}}.}

## Elenco di numeri triangolari
I primi numeri triangolari sono:
1, 3, 6, 10, 15, 21, 28, 36, 45, 55, 66, 78, 91, 105, 120, 136, 153, 171, 190, 210, 231, 253, 276, 300, 325, 351, 378, 406, 435, 465, 496, 528, 561, 595, 630, 666, 703, 741, 780, 820, 861, 903, 946, 990, 1035, 1081, 1128, 1176, 1225, 1275, 1326, 1378, 1431, 1485, 1540, 1596, 1653, 1711, 1770, 1830, 1891, 1953, 2016, 2080, 2145, 2211, 2278, 2346, 2415, 2485, 2556, 2628, 2701, 2775, 2850, 2926, 3003, 3081, 3160, 3240 ecc.
e rappresentano la successione A000217 dell'OEIS.

## Relazioni con altri numeri figurati
- La somma di due numeri triangolari successivi è un numero quadrato:

{\displaystyle n^{2}={n(n-1) \over 2}+{n(n+1) \over 2};}
| 4             |  | 9                                 |  | 16                                                            |  | 25                                                                                                |  | 36 |
| ------------- |  | --------------------------------- |  | ------------------------------------------------------------- |  | ------------------------------------------------------------------------------------------------- |  | --- |
| * · * · * · * |  | * · * · * · * · * · * · * · * · * |  | * · * · * · * · * · * · * · * · * · * · * · * · * · * · * · * |  | * · * · * · * · * · * · * · * · * · * · * · * · * · * · * · * · * · * · * · * · * · * · * · * · * |  | * · * · * · * · * · * · * · * · * · * · * · * · * · * · * · * · * · * · * · * · * · * · * · * · * · * · * · * · * · * · * · * · * · * · * · * |

- esistono infiniti numeri triangolari che sono anche numeri quadrati;
- ogni numero naturale si può scrivere come somma di al massimo tre numeri triangolari (eventualmente ripetuti, come in {\displaystyle 20=10+10}; questa proprietà fu scoperta da Gauss nel 1796, ed è un caso particolare del teorema di Fermat sui numeri poligonali;
- la somma dei primi {\displaystyle n} numeri triangolari è uguale all'{\displaystyle n}-esimo numero tetraedrico;
- l'{\displaystyle n}-esimo numero pentagonale è un terzo del numero triangolare per {\displaystyle 3n-1}; ogni altro numero triangolare è un numero esagonale;
- la differenza tra l'{\displaystyle n}-esimo numero {\displaystyle m}-gonale e l'{\displaystyle n}-esimo numero {\displaystyle (m+1)}-gonale è uguale all'{\displaystyle (n-1)}-esimo numero triangolare.

## Altre proprietà
- {\displaystyle T_{a+b}=T_{a}+T_{b}+ab} (somma di numeri triangolari);
- {\displaystyle T_{ab}=T_{a}T_{b}+T_{a-1}T_{b-1},} (prodotto di numeri triangolari);
- tutti i numeri perfetti sono triangolari;
- i reciproci dei numeri triangolari formano la serie di Mengoli moltiplicata per 2, la loro somma vale pertanto 2;
- il quadrato dell'{\displaystyle n}-esimo numero triangolare è uguale alla somma dei primi {\displaystyle n} cubi:

{\displaystyle T_{n}^{2}=\sum _{k=1}^{n}k^{3},}
questo risultato è noto sotto il nome di teorema di Nicomaco.
- i numeri triangolari si susseguono sempre alternando due numeri dispari a due numeri pari.

## Test per i numeri triangolari
Per stabilire se il numero {\displaystyle n\in \mathbb {N} } è triangolare si può calcolare l'espressione:
{\displaystyle m={\frac {{\sqrt {8n+1}}-1}{2}}.}
Se, {\displaystyle m} è intero, allora {\displaystyle n} è l'{\displaystyle m}-esimo numero triangolare, altrimenti {\displaystyle n} non è triangolare.
Tale test trova la sua legittimazione nel fatto che: {\displaystyle 8\cdot T_{n}+1=8\cdot {n\cdot (n+1) \over 2}+1=4n^{2}+4n+1=(2n+1)^{2}.}
Molto evidente e semplice anche la dimostrazione grafica, tanto da essere già nota fin dall'antichità e pertanto precedente all'introduzione dell'algebra simbolica. Tra le fonti accreditate che riportano il teorema spicca anche il nome di Plutarco, motivo per il quale talvolta l'identità è citata come identità di Plutarco.